# Château de la Bermondière
 (juillet 2025).
Motif : pas de sources récentes / suite Brozouf
- Archive Wikiwix
- Bing
- Cairn
- DuckDuckGo
- E. Universalis
- Gallica
- Google
- G. Books
- G. News
- G. Scholar
- Persée
- Qwant
- (zh) Baidu
- (ru) Yandex
- (wd) trouver des œuvres sur Wikidata

| 1. | Préciser le motif de la pose du bandeau. | Précisez le motif de la pose du bandeau en utilisant la syntaxe suivante : {{admissibilité à vérifier\|date=juillet 2025\|motif=remplacez ce texte par le motif}}                              |
| 2. | Informer les utilisateurs concernés.     | Pensez à avertir le créateur de l'article, par exemple, en insérant le code ci-dessous sur sa page de discussion : {{subst:avertissement admissibilité à vérifier\|Château de la Bermondière}} |

Le château de la Bermondière est un domaine situé au nord de la commune la commune française de Saint-Julien-du-Terroux dans le département de la Mayenne et la région des Pays de la Loire. 
Il est situé au nord et à 4 kilomètres du bourg, à la limite même du département de la Mayenne, entre deux bras de la Mayenne. Le physicien et naturaliste René-Antoine Ferchault de Réaumur y est mort le 17 octobre 1757.

## Description

### Une folie
Le château de la Bermondière illustre parfaitement les petits pavillons de plaisance, ou « folie », construits au début du XVIIIe siècle, reflétant l'essor de la villégiature parmi la bourgeoisie. Vers 1740, Pierre de Jarosson, écuyer, secrétaire du roi, avocat en parlement, qui a commandé la reconstruction du château, venait d'acquérir les terres de la Bermondière, passait une partie de l'année à Paris et était bien informé de ce nouveau style de vie. 
L'emplacement du château, avec son jardin et sa façade arrière tournés vers la rivière, met habilement en valeur le paysage environnant. L'Abbé Angot note ce qui fait le cachet particulier du château: les angles arrondis surmontés de hautes cheminées qui l'ont fait comparer à une marmite renversée. Ce genre de construction est fréquent dans les environs de La Rochelle, patrie de Mme de Jarosson.
« « Je visitai un jour le château de la Bermondière qui avait appartenu au célèbre M. de Réaumur, et où il était mort. Ce château, situé au pied d'une haute montagne dans un beau vallon, il est de forme carrée, percé de croisées à tous les angles ; les jardins sont en terrasses, terminés par une longue promenade le long de la rivière de la Mayenne. Je voulus voir l'appartement où était mort le savant: j'y entrai comme dans un sanctuaire....». Abbé  Hébert-Duval, Voyage aux bains de Bagnolles, 1767.  »

### Reconstruction duXXesiècle
D'après les plans de l'architecte Jacques Decap, l'actuelle « folie » se dresse devant une cour close, autour de laquelle se trouvent une chapelle et une orangerie dans le même bâtiment, servant de remise et de bucher en 1951 et partiellement endommagées par l'incendie de 1953. La maison possède un sous-sol semi-enterré, situé au même niveau que la ferme située au nord de la cour, surmonté d'un rez-de-chaussée surélevé, d'un étage carré et d'un comble habitable. Son plan massé est divisé en trois travées de pièces : une travée centrale double en profondeur, avec un vestibule ouvrant sur la cour et une salle à manger dont l'avant-corps hémicirculaire avance sur le jardin et s'ouvre vers la rivière, témoignant d'une volonté de profiter du paysage. L'étage est desservi par un escalier en vis, situé à l'arrière de la façade avant, contre le vestibule. La travée nord est triple en profondeur, tandis que la travée sud est double.

### Modèle architectural
Le plan compact, la double profondeur de la travée centrale prolongée en demi-cercle vers le jardin, ainsi que l'absence de mur de refend marqué séparant les espaces intérieurs, probablement pensés dès le projet originel, s'inscrivent dans la lignée des folie construites au cours de la première moitié du XVIIIe siècle, comme le Château d'Issy ou le  Château de Champs-sur-Marne, dont le modèle est largement inspiré de l'architecte François Blondel. Les angles arrondis du rectangle, visibles sur les cartes postales du début du XXe siècle et dans les maçonneries desquels sont insérés les conduits de cheminées, constituent une des singularités du plan du château.

## Histoire
« 1. OSMUNDA fronde pinnatifida caulina, pinnis, lunulatis L'espèce commune se trouve à la Bermondière dans le Maine, le long de la rivière. 2. CAMPANULA cymbalariæ foliis vel folio hederaceo. Dans les brières de la Bermondière, dans le Maine, le long de la rivière qui passe à cet endroit. Tome II, p. 430.  3. BUNIUM bulbocastaneum. Très commune dans les prés du Maine, du côté de Vilaine, de la Bermondière. Tom. II, p. 432. 4. OENANTHE foliis omnibus multifidis obtusis subæqualibus. Environs de la Bermondière. Tome II, p. 435. 5. COTYLEDON major Rochers de la Bermondière et Neuilly-le-Vendin, à Courtin, village du Maine. Tome II, p. 438. 6. VACCINIUM caule angulato, foliis ovatis, ferratis, deciduis Lin. Ce sous-arbrisseau est très commun dans la forêt que l'on trouve en allant de la Ferrière et de cet endroit à Alençon, dans le bois par où l'on passe en allant à Chatmou, Vilaine, dans ceux des environs de Baignolles. Tome II. 7. SYSIMBRIUM foliis linearibus pinnato dentatis. J'ai trouvé cette plante à la Bermondière, à Vilaine, où elle est assez commune. Tome II, p. 448. 8. SILENE quæ Cucubalus floribus dioicis penta gynis. Il se trouve le long de la rivière à la Bermondière. Tome II, p. 458. 9. CARDAMINE foliis pinnatis, pinnis laciniatis  Je l'ai vue aux environs de la Bermondière, le long de la rivière. Tome II, p. 449. Observations sur les plantes, par Jean-Étienne Guettard, docteur en médecine de la Faculté de Paris. - Durand, Paris 1747.

### Origine
La seigneurie de la Bermondière est mentionnée pour la première fois au XIVe siècle. Au milieu du XVe siècle, elle était située dans la juridiction du Bois Thibault. Le fief, auquel fut, après le XIVe siècle, attachée la seigneurie de paroisse, était vassal de la Motte de Madré. 

### Famille Malet

Armes de la famille de Malet : De gueules à trois fermaux d'or.

De la fin du XVe siècle au début du XVIIIe siècle, le château et ses dépendances étaient la propriété de la famille Malet. La famille Malet, qui possédait d'autres terres en Thubœuf et Couterne. En 1695, à la suite d'un long procès entre René Malet et Renée de Charnières, sa femme, la Bermondière fut adjugée comme remploi dotal à Renée de Charnières. Après être devenue veuve, elle se retira à l'Abbaye du Ronceray où elle mourut, laissant pour héritiers Messieurs de l'Etenduère.

### Reconstruction
Le château fut ensuite vendu à Pierre-François Jarosson qui résidait à Paris en hiver et à Saint-Julien-du-Terroux en été. Issu d'une famille de robins originaire de La Rochelle, ce procureur au Parlement de Paris possédait les terres et seigneuries de la Bermondière et de Saint Jullien du Terroux dans le Maine, ainsi que des marais salants et quelques rentes foncières sur l'île de Rhé.
À cette époque, la propriété comprenait la maison seigneuriale, le moulin du domaine, le moulin de Saint-Julien, ainsi que les fermes de la Demaserie, la Chaire, l'Arnerie, les Landes, le Terroux-Fleuri et Bel-Air. Vers 1740,  Pierre de Jarosson entreprit une reconstruction complète du château, le transformant en une agréable demeure de plaisance. Le château, est reconstruit de 1735 à 1742 sur les dessins d'un frère du Père Antoine Lavalette, jésuite. Pierre de Jarosson épousa, étant vieux, Marie-Madeleine Fantel de Lagny, fille unique du Seigneur de Lagny, de l'Académie des Sciences de Paris; il en eut un fils. Le Paige indique qu'on fit mourir de faim, faute de connaître son mal, qu'on traitait de scorbut, quoique ce ne fût qu'un ennui d'être dans une pension à Paris.

### Réaumur
Le physicien et naturaliste Réaumur, ami de la famille de Jarosson, séjournait régulièrement à la Bermondière, qui lui revint en 1755, à la mort de Pierre de Jarosson qui l'avait institué son légataire universel. Pierre de Jarosson vivait encore en janvier 1755. Réaumur, décédé en 1757, ne dut donc posséder la Bermondière que pendant une courte période. Cependant, comme il s'y rendait fréquemment de son vivant, il était très connu dans la région. 
Réaumur recevait ses amis et plusieurs savants venaient à Saint-Julien, à l'image de Jean-Étienne Guettard qui dans un ouvrage de 1747 est un des premiers à faire mention de neuf plantes appartenant à la botanique de la région, ou encore dans la mention du granit rouge de la Bermondière.
Réaumur avait désigné Hélène Dumoutier de Marsilly comme légataire universelle. Cependant, ses héritiers légitimes, dont plusieurs occupaient des postes très modestes dans le Poitou, s'opposèrent à cette désignation. Cela conduisit à une vente aux enchères, au terme de laquelle la Bermondière fut achetée en 1763 par M. de Barberé.

### Révolution française
La Bermondière, fut envahie et pillée le 28 juillet 1789 pendant la Grande Peur, le chartrier fut brûlé.

### Seconde guerre mondiale et Reconstruction
Le château a été incendié le 13 août 1943 par les Allemands avant d'abandonner le dépôt d'aviation qu'ils y avaient installés à proximité. Son propriétaire, Robert du Plessis d'Argentré, a reçu des indemnités de Dommages de guerre pour sa reconstruction et a engagé l'architecte Jacques Decap pour les travaux.

## Chapelle
La chapelle, reconstruite en même temps que le château, — car il en existait une antérieurement, où avait été transféré, avant 1670, le service de la chapellenie paroissiale de Saint-Gilles, — fut bénite, le 18 juillet 1742, par l'évêque in partibus de Joppé, en tournée de confirmation, et visitée, le 20 septembre 1744, par Charles Louis de Froulay, évêque du Mans. Elle fut reconnue utile à conserver en l'an XII.

## Sources et bibliographie
- Archives départementales de la Mayenne, B.1950, Procès-verbal d'apposition des sceaux au château de la Bermondière, 19-21 octobre 1757.
- « Château de la Bermondière », André René Le Paige, Dictionnaire topographique historique généalogique et bibliographique de la province du Maine, 1777 [détail des éditions] (lire sur Wikisource), p.451
- Paul du Plessis d'Argentré, Bulletin de la Commission historique de la Mayenne, t. VIII, p. 152
- « Château de la Bermondière », dans Alphonse-Victor Angot et Ferdinand Gaugain, Dictionnaire historique, topographique et biographique de la Mayenne, Laval, A. Goupil, 1900-1910 [détail des éditions] (BNF 34106789, présentation en ligne)
- Adrien Davy de Virville, Réaumur dans la Mayenne, Revue d'histoire des sciences, 1958, pp. 81-82 Voir en ligne